# Joanna Wronecka
Joanna Wronecka (ur. 30 marca 1958 w Krotoszynie) – polska arabistka i dyplomatka. Ambasador RP w Egipcie (1999–2003) i Maroku (2005–2010), ambasador Unii Europejskiej w Jordanii (2010–2015), podsekretarz stanu w Ministerstwie Spraw Zagranicznych (2015–2017), stała przedstawiciel RP przy ONZ (2017–2021).

## Życiorys
W 1981 ukończyła arabistykę na Uniwersytecie Warszawskim. W latach 1980–1983 odbyła tamże studia doktoranckie. W 1985 obroniła pracę doktorską w zakresie nauk filologicznych, specjalność islamistyka, pt. Traktat filozoficzno-mistyczny Ibn Arabiego „Kitab al-isra ila al-Maqam al-asra” /Księga o podróży nocnej do najbardziej szlachetnego miejsca/, czyli alegoryczna postać legendy o podróży proroka Muhammada w zaświaty w koncepcji Ibn Arabiego. Promotorem jej pracy magisterskiej oraz dysertacji doktorskiej był Józef Bielawski. Pracowała w Instytucie Kultur Śródziemnomorskich i Orientalnych oraz w Zakładzie Krajów Pozaeuropejskich Polskiej Akademii Nauk.
W 1993 rozpoczęła pracę w Ministerstwie Spraw Zagranicznych. W 1996 została wicedyrektorką Departamentu Systemu Narodów Zjednoczonych, w 1998 dyrektorką Departamentu Afryki i Bliskiego Wschodu. W latach 1999–2003 pełniła funkcję ambasadora RP w Egipcie, była akredytowana także w Sudanie. Następnie kierowała sekretariatem ministra spraw zagranicznych. W 2005 objęła stanowisko ambasadora RP w Maroku, akredytowano ją również w Senegalu i Mauretanii. Została odwołana 31 sierpnia 2010.
W tym samym roku wysoka przedstawiciel Unii do spraw zagranicznych i polityki bezpieczeństwa Catherine Ashton powołała Joannę Wronecką na ambasadora UE w Jordanii.
W listopadzie 2015 objęła stanowisko podsekretarza stanu w Ministerstwie Spraw Zagranicznych, zajmowała się sprawami współpracy rozwojowej oraz polityki afrykańskiej i bliskowschodniej. W listopadzie 2017 prezydent RP Andrzej Duda mianował ją na stanowisko stałego przedstawiciela RP przy ONZ w Nowym Jorku. Odwołana z dniem 31 maja 2021.
W 2021 sekretarz generalny ONZ António Guterres powołał ją na stanowisko specjalnego koordynatora ONZ ds. Libanu. Funkcję pełniła do maja 2024.
Zna języki: arabski, angielski, francuski, rosyjski i niemiecki.

## Odznaczenia
W 2010, w uznaniu wybitnych zasług w służbie zagranicznej, za osiągnięcia w podejmowanej z pożytkiem dla kraju pracy zawodowej i działalności dyplomatycznej, została odznaczona Krzyżem Kawalerskim Orderu Odrodzenia Polski.

## Tłumaczenia
- Al-Ghazali, Nisza świateł, Joanna Wronecka (tłum.), Warszawa: Państwowe Wydawnictwo Naukowe, 1990, s. 82, ISBN 83-01-09565-2.
- Ibn Arabi, Księga o podróży nocnej do najbardziej szlachetnego miejsca, Joanna Wronecka (tłum.), Warszawa: Państwowe Wydawnictwo Naukowe, 1990, s. 132, ISBN 83-01-09566-0.
- Ibn Arabi, Traktat o miłości, Joanna Wronecka (tłum.), Warszawa: Państwowe Wydawnictwo Naukowe, 1995, s. 210, ISBN 83-01-11844-X.